# Casa de la Moneda (Castelló d'Empúries)
Casa de la Moneda és un edifici del municipi de Castelló d'Empúries (Alt Empordà) inclòs en l'Inventari del Patrimoni Arquitectònic de Catalunya.

## Descripció
Situada al nucli històric de Castelló, al bell mig de la Plaça de la Moneda fent cantonada amb el carrer de la Neu, dins dels límits de l'antic barri del Mercadal.
La casa de la Moneda, actualment destinada a hotel, està formada per dos edificis contigus units en la mateixa finca, i que funcionen com un sol espai. El que fa cantonada amb el carrer de la Neu, de planta rectangular, està format per dues crugies perpendiculars a la façana principal. El segon edifici, en canvi, consta de tres crugies, dues d'elles perpendiculars a la façana. Ambdues construccions consten de planta baixa, planta pis i altell. La majoria d'estances de la planta baixa estan cobertes per voltes d'aresta, amb fàbrica de maó pla i recolzades, o bé damunt els mateixos murs que les delimiten o damunt de pilastres quadrats adossats als mateixos murs i als angles cantoners. A la primera planta es documenta la sala gran, coberta amb una gran volta d'aresta que, tot i que ha estat rehabilitada per adaptar-la als nous usos, no ha perdut les seves propietats originàries. Algunes de les habitacions de la planta estan cobertes amb voltes rebaixades amb decoració de llunetes. Cal destacar la caixa d'escala, coberta amb una cúpula semiesfèrica octogonal, amb llanterna i recolzada sobre petxines. Pel que fa al jardí, situat a la part posterior de l'edifici, destaca el tram porticat cobert amb voltes a quatre vents, bastides amb maons disposats a plec de llibre, i sustentades per uns grans pilars de planta rectangular. Sembla que podrien formar part de l'urbanisme de l'antic call jueu de Castelló d'Empúries. La façana també es divideix en dues parts, corresponents als dos edificis que integren la casa. La part més antiga es concentra a la planta baixa del cos que fa cantonada amb el carrer de les Neus. Presenta una parament de carreus de pedra ben escairats, amb dos portals adovellats, un d'arc de mig punt i l'altre d'arc rebaixat, transformat actualment en un gran finestral. Tot indica que forma part d'una estructura anterior, datada possiblement entre els segles XIV-XV. La part superior de la façana, arrebossada i pintada, compta amb un balcó d'obertura rectangular adovellada, dues petites finestres quadrades i un altre balcó més petit i senzill.
El tram de façana corresponent a l'altre edifici està revestit imitant un parament de carreus, en sintonia amb la part antiga conservada. Les obertures de la primera planta són totes balconeres, amb els brancals i les llindes de pedra escairada i balcó corregut. En l'interior de l'edifici trobem interessants elements de decoració barroca, concretament alguns marc decorats de l'interior.

## Història
Segons el llistat de contribuents de l'any 1800, aquesta casa pertanyia a la família de Pere Marquès, d'aquí el nom de Can Marqués. Anteriorment havia estat propietat del Marqués de Dosaigües.
El nom de "Casa de la Moneda" procedeix de l'època en què la casa pertanyia al senyor Bartomeu Callís, ja que es varen trobar al seu interior unes monedes antigues. Com que la família Callís tenia més d'una casa, per referir-se a aquesta li deien la "casa de les monedes", quedant així el sobrenom de "Casa de la Moneda".
El tram porticat situat al jardí interior de la casa podria formar part de l'urbanisme de l'antic call jueu de la vila de Castelló d'Empúries.
En l'actualitat s'ha rehabilitat per fer-hi un hotel, en funcionament des del 2002 aproximadament.